# 1329
| 1329               |
| ------------------ |
| Dødsfald - Fødsler |
|                    |

| Gregoriansk kalender | 1329 MCCCXXIX           |
| Ab urbe condita      | 2082                    |
| Armensk kalender     | 778 ԹՎ ՉՀԸ              |
| Kinesiske kalender   | 4025 – 4026 戊辰 – 己巳 |
| Etiopisk kalender    | 1321 – 1322             |
| Jødisk kalender      | 5089 – 5090             |
| Hindukalendere       |                         |
| - Vikram Samvat      | 1384 – 1385             |
| - Shaka Samvat       | 1251 – 1252             |
| - Kali Yuga          | 4430 – 4431             |
| Iransk kalender      | 707 – 708               |
| Islamisk kalender    | 729 – 730               |

Konge i Danmark: Valdemar 3. 1326-1329 -- Christoffer 2. 1329-1332

## Begivenheder
- 27. marts - Pave Johannes 12. udsender en bulle, hvor den tyske mystiker Johannes Eckehart bliver erklæret for kætter
- 18. juni – Kong Valdemar 3. udsteder et privilegium, der jævnstiller Køge med Roskilde med hensyn til toldfrihed og med stadsretten. Ligestillingen gjaldt dog ikke på Skånemarkedet.
- Christoffer 2. bliver igen konge, omend det stadig er de holstenske grever der reelt har magten.

## Dødsfald
- 7. juni – Robert the Bruce, skotsk konge.